# Jeroen van Bergeijk
Jeroen van Bergeijk (Naaldwijk, 1967) is een Nederlandse journalist, schrijver en documentairemaker. 

## Biografie
Van Bergeijk studeerde sociale geografie, sociologie, communicatiewetenschap en journalistiek in Utrecht, Amsterdam en Connecticut. Van 1996 tot 2002 was hij freelance correspondent in de Verenigde Staten. Zijn reisboek Mijn Mercedes is niet te koop, over een reis per oude Mercedes naar Ouagadougou, werd zeven maal herdrukt en verscheen ook in Duitsland, de Verenigde Staten en Engeland. In 2010 spendeerde hij een jaar als goudzoeker in Australië, hetgeen resulteerde in het boek Goudkoorts of: Hoe ik dacht rijk te worden in de Australische outback.
In 2007 debuteerde hij op het International Documentary Filmfestival Amsterdam (IDFA) als filmmaker met de documentaire Aan ons den arbeid (de Marokkanen van de beschuitfabriek).
Voor de Volkskrant werkt hij undercover bij bedrijven en overheden.

## Filmografie
- 2008: Aan ons den arbeid (de Marokkanen van de beschuitfabriek)

## Undercoverreportages
- "Lange dagen en illegale trucs: 527 ritten als Uberchauffeur", 8 december 2017. Gearchiveerd op 11 juni 2022. Geraadpleegd op 10 september 2022.
- "Vijf weken undercover in het distributiecentrum van bol.com", 29 december 2018. Gearchiveerd op 6 september 2021. Geraadpleegd op 10 september 2022.
- "Undercover bij de klantenservice van Wehkamp: ‘Nóg meer bijlenen? Natuurlijk, mevrouw’", 17 februari 2020. Gearchiveerd op 28 maart 2023.
- "Ik werkte in de teststraat op Schiphol: ‘Corona testing! This way!’ – maar mensen liepen me straal voorbij", 11 september 2020. Gearchiveerd op 16 september 2020. Geraadpleegd op 10 september 2022.
- "Drie weken undercover als flitsbezorger in Amsterdam", 6 augustus 2021. Gearchiveerd op 3 juni 2022. Geraadpleegd op 10 september 2022.
- "Jeroen van Bergeijk ging undercover als koffergooier op Schiphol", 3 mei 2022. Gearchiveerd op 10 september 2022. Geraadpleegd op 10 september 2022.
- "Undercover in Ter Apel: ‘Ik dacht: als het buiten zo mensonterend is, hoe zou het dan binnen zijn?’", 3 september 2022. Gearchiveerd op 2 april 2023.
- "Undercover als moderator van Google advertenties - Wat bijblijft is de hypocrisie", 20-07-2024. Geraadpleegd op 20-07-2024.